# Тигрово око
Тигровото око е минерал, рядка разновидност на черния кварц. Камъкът има влакнест строеж и жълт цвят, жълто-златист със златистокафяви оттенъци. За него са характерни „тигрови ивици“, дължащи се на примеси от железен оксид. В състава му участват влакна от минерала крокидолит (или син азбест) – силикат с присъствие на желязо и натрий и със силно подчертана влакнеста структура. Камъкът е открит още в древния свят. В Древен Рим римските легиони са си го окачвали като амулети, вярвайки, че прогонват и предпазват от врагове. Вярвало се също, че лекува болните и има целителна сила и затова се използвал за медитация и лечение. Народите в Азия нарекли камъка „камък стимулатор“, защото стимулирал хората и ги карал да мислят, че във всяко едно начинание ще постигнат успех. Още от древни времена тигровото око намира приложение за бижута – гривни, огърлици и др. Смята за зодиакален камък на зодията Дева.

## Свойства и разпространение
Тигровото око е разновидност на кварца – основен скалообразуващ минерал. Има тригонална кристална система. Полускъпоценният камък е с твърдост 7 по скала на Моос и има плътност 2,65. За тигровото око са характерни несъвършената (неясна) цепителност и влакнестия или неравен лом. Той е сравнително рядко разпространен поради това, че се образува при видоизменение на крокидолита, кристализирал в земните недра от разтопен материал. Като минерал тигровото око се съдържа в богати на желязо скали. Това е причината окраската му да има жълт цвят характерен за лимонита, получен от разпадане на железния диоксид възникнал при разпадане на крокидолита. При нагряване е възможно лимонита да се промени до червеникав хематит.
Най-големи залежи са открити в Южна Африка, западно от Кимбърли. Богати находища има и в Австралия, Бразилия, Мианмар, Индия, САЩ (Калифорния), Украйна (Кривой Рог), и Шри Ланка.